# Сель-сюр-шер (сыр)
Сель-сюр-шер (фр. Selles-sur-cher) — французский сыр из козьего молока, покрытый голубоватой корочкой.

## История
Сель-сюр-шер производят в историческом районе Франции — Солонь, который находится в долине Луары южнее Орлеана. Сыр начали производить в XIX веке и он получил своё название от небольшой деревни Сель-сюр-Шер. 21 апреля 1975 года сыр получил сертификат AOC.

## Изготовление
Сель-сюр-шер изготавливают из цельного сырого козьего молока, в которое добавляют немного сычужной закваски. Затем калье разливают в круглые формы, солят и обсыпают древесным углём, растёртым до пылеобразного состояния. Все эти операции производятся вручную. Сыр созревает от 10 дней до 3 недель.

## Описание

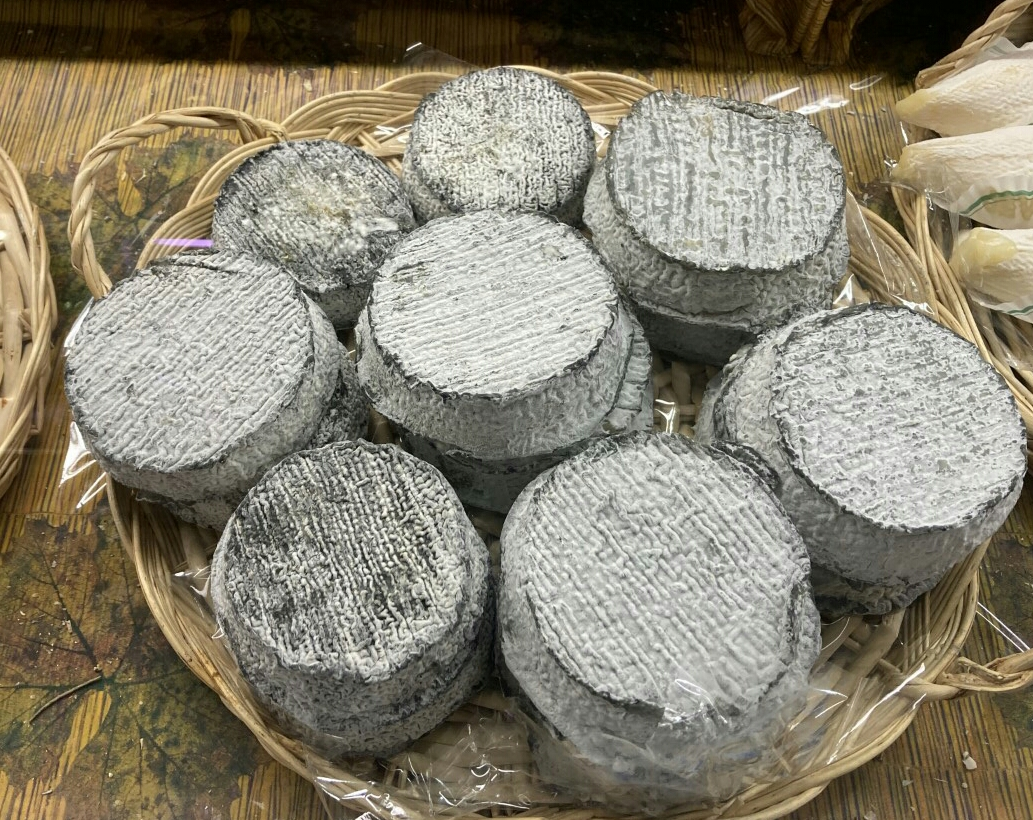
Сыр сель-сюр-шер

Головка сыра имеет вид небольшого диска с неровными краями диаметром 9,5 см, толщиной 2,5-3 см и весом 150 г. Сверху сыр покрыт корочкой, которой древесный уголь придаёт голубой оттенок; несмотря на цвет корочки, этот сыр не относится к голубым сырам, которым цвет придаёт плесневой грибок вида Пеницилл рокфоровый. Сель-сюр-шер имеет нежную мякоть снежно-белого цвета с характерным запахом козьего молока. Жирность сыра — 45 %.
Сель-сюр-шер подают нарезанным тонкими ломтиками с аперитивом и тёмным зерновым хлебом, или в конце обеда с другими сырами. К сыру лучше всего подходят местное белое вино Sancerre или молодое красное Chinon, а также Bourgueil и Gamay.